# Пионерский (Удмуртия)
Пионерский — выселок в Игринском районе Удмуртской республики.

## География
Находится в центральной части Удмуртии на расстоянии приблизительно 11 км на запад по прямой от районного центра поселка Игра, окруженный лесными массивами.

## История
Известен с 1955 года как поселок, выселок с 2002 года. До 2021 года входил в состав Комсомольского сельского поселения.

## Население
Постоянное население составляло 126 человек в 2002 году (удмурты 43 %, русские 51 %), 79 в 2012.